# Parafia Matki Bożej Bolesnej w Gierczycach
Parafia Matki Bożej Bolesnej w Gierczycach – parafia rzymskokatolicka, znajdująca się w diecezji tarnowskiej, w dekanacie Bochnia Zachód. 
W skład terytorium parafii wchodzą miejscowości Dąbrowica, Gierczyce i Nieszkowice Małe.

## Historia parafii
Życie duszpasterskie w Gierczycach koncentrowało się wokół tymczasowej kaplicy, która była wynikiem rozbudowy zakupionego w roku 1972 od Czesława Gajka dworu z ok. 1880 roku. Od 1976 roku istniał już tu rektorat. Parafia została założona 6 grudnia 1980 roku przez biskupa Jerzego Ablewicza i wydzielona z parafii Chełm.  
Pierwszym proboszczem został ks. Kazimierz Górka. Wybudował razem z parafianami plebanię. Kolejny proboszcz ks. Stanisław Łabędź widząc coraz gorszy stan budynku kaplicy rozpoczął starania o budowę nowego kościoła. W 1985 założył on także cmentarz parafialny. W 1989 ks. Łabędź został mianowany proboszczem w Librantowej, a na jego miejsce biskup powołał ks. Stanisława Pilcha, który podjął się kontynuowania budowy kościoła. 18 sierpnia 2002 r. papież Jan Paweł II poświęcił na krakowskich Błoniach kamień węgielny do nowej świątyni. Budowę rozpoczęto w maju 2003 roku, a zakończono w 2008 roku. 11 września 2016 kościół konsekrował biskup Andrzej Jeż.  

## Proboszczowie
- ks. Stanisław Łabędź (1982–1989)[3]
- ks. Stanisław Pilch (1989–2018)[3]
- ks. Bogdan Florek (od 2018)[4]